# ایکن (کارولینای جنوبی)
ایکن(به انگلیسی: Aiken) شهری در ایالت کارولینای جنوبی کشور ایالات متحده آمریکا است که جمعیت آن در سرشماری سال ۲۰۱۰ میلادی، ۲۹٬۵۲۴ نفر بوده‌است.